# Schwarze Mamba
Die Schwarze Mamba (Dendroaspis polylepis) ist mit einer durchschnittlichen Länge von etwa 2,50 Metern und einer Maximallänge von über 4,50 Metern die längste Giftschlange Afrikas.

## Merkmale
Die Schwarze Mamba weist einen schlanken und kräftigen Körperbau auf und erreicht eine Gesamtlänge von etwa 3 Metern, selten über 4 Meter. Damit ist die Art nach der Königskobra die zweitlängste Giftschlange der Welt. Der Kopf ist langgestreckt und schmal sowie wenig vom Hals abgesetzt. Das Auge besitzt eine bei Lichteinfall rundliche Pupille. Es sind sieben bis zehn Oberlippenschilde (Supralabialia) vorhanden, wobei das vierte (seltener das vierte und dritte) den Unterrand des Auges berühren. Die Unterlippe trägt elf bis 13 Unterlippenschilde (Sublabialia), wobei die ersten vier bis fünf Unterlippenschilde an die vorderen Kinnschilde stoßen. Es sind 23 bis 25 (zum Teil mehr) Reihen glatter Dorsalschuppen vorhanden. Bauchseits zeigen sich 248 bis 281 Ventralschilde und 109 bis 132 Unterschwanzschilde (Subcaudalschilde). Die Färbung variiert zwischen graugrün und olivgrün bei jüngeren Tieren. Der Körper älterer Exemplare dunkelt nach, adulte Tiere sind olivbraun, graubraun, beige oder selten schwarzbraun gefärbt. Einzelne Schuppen sind unregelmäßig dunkel gefleckt. 

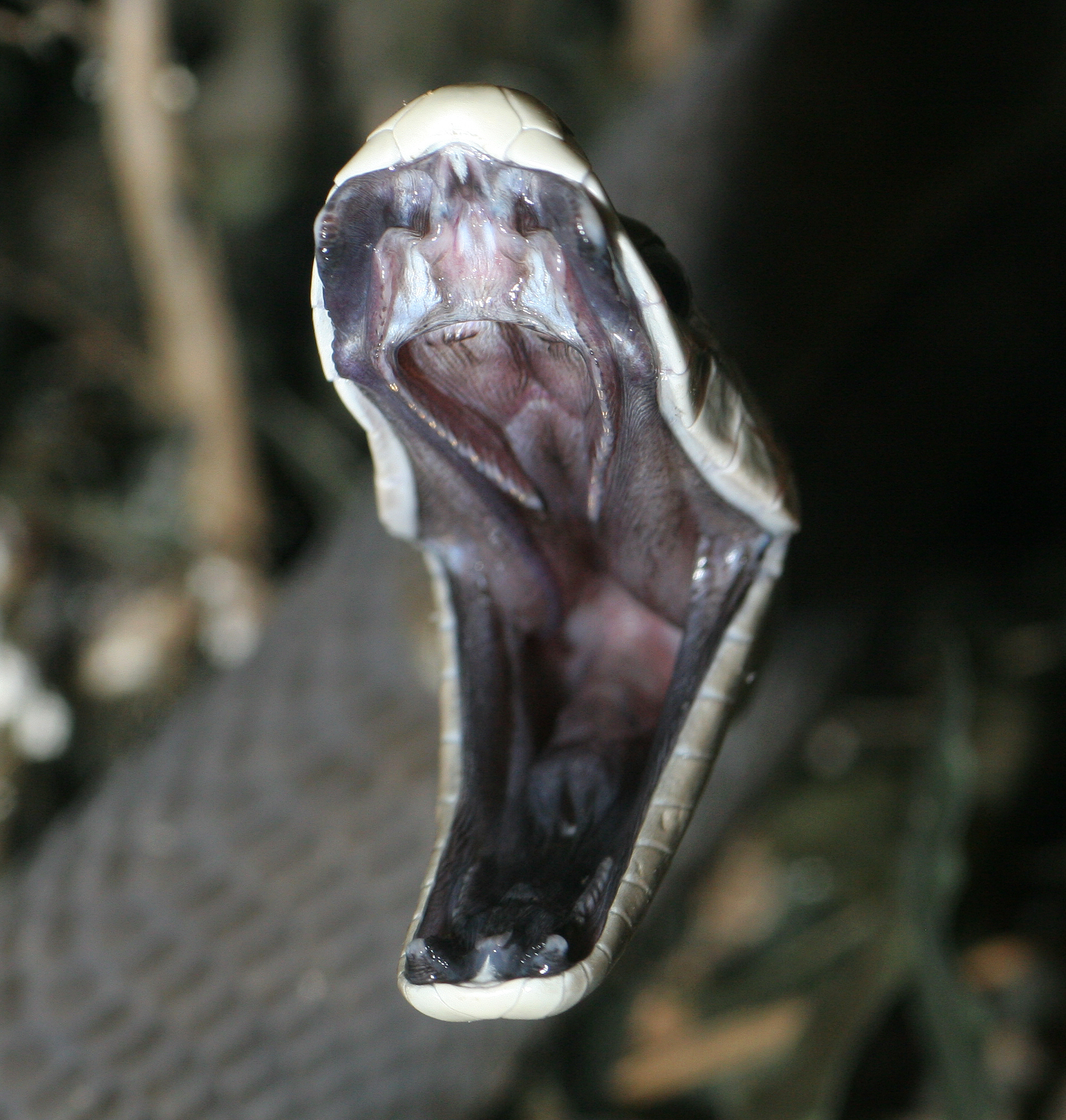
Die dunkle Innenseite des Mauls ist namensgebend für die Schwarze Mamba.

Der Bauch ist grünlich bis weißgelb und teilweise dunkel gesprenkelt. Die mittleren und hinteren Körperpartien können schräg dunkelgrau gestreift sein. Das Innere des Mauls ist dunkelblau bis schwärzlich gefärbt. Namensgebend ist nicht die Hautfärbung, sondern die dunkle Innenseite des Mauls. Der Giftapparat besteht, wie für Giftnattern typisch, aus seitlich des Schädels befindlichen Giftdrüsen (spezialisierte Speicheldrüsen) und im vorderen Oberkiefer befindlichen, unbeweglichen Fangzähnen (proteroglyphe Zahnstellung). Die Fangzähne sind bei der Schwarzen Mamba relativ stark verlängert.

## Verbreitung und Lebensraum
Die Schwarze Mamba ist in Süd- und Ostafrika südlich der Sahara beheimatet. Die nördlichsten Vorkommen liegen im östlichen Afrika in Eritrea und im Westen in Namibia. Angebliche Nachweise aus Westafrika (Senegal) aus den 1950er-Jahren sind zweifelhaft.

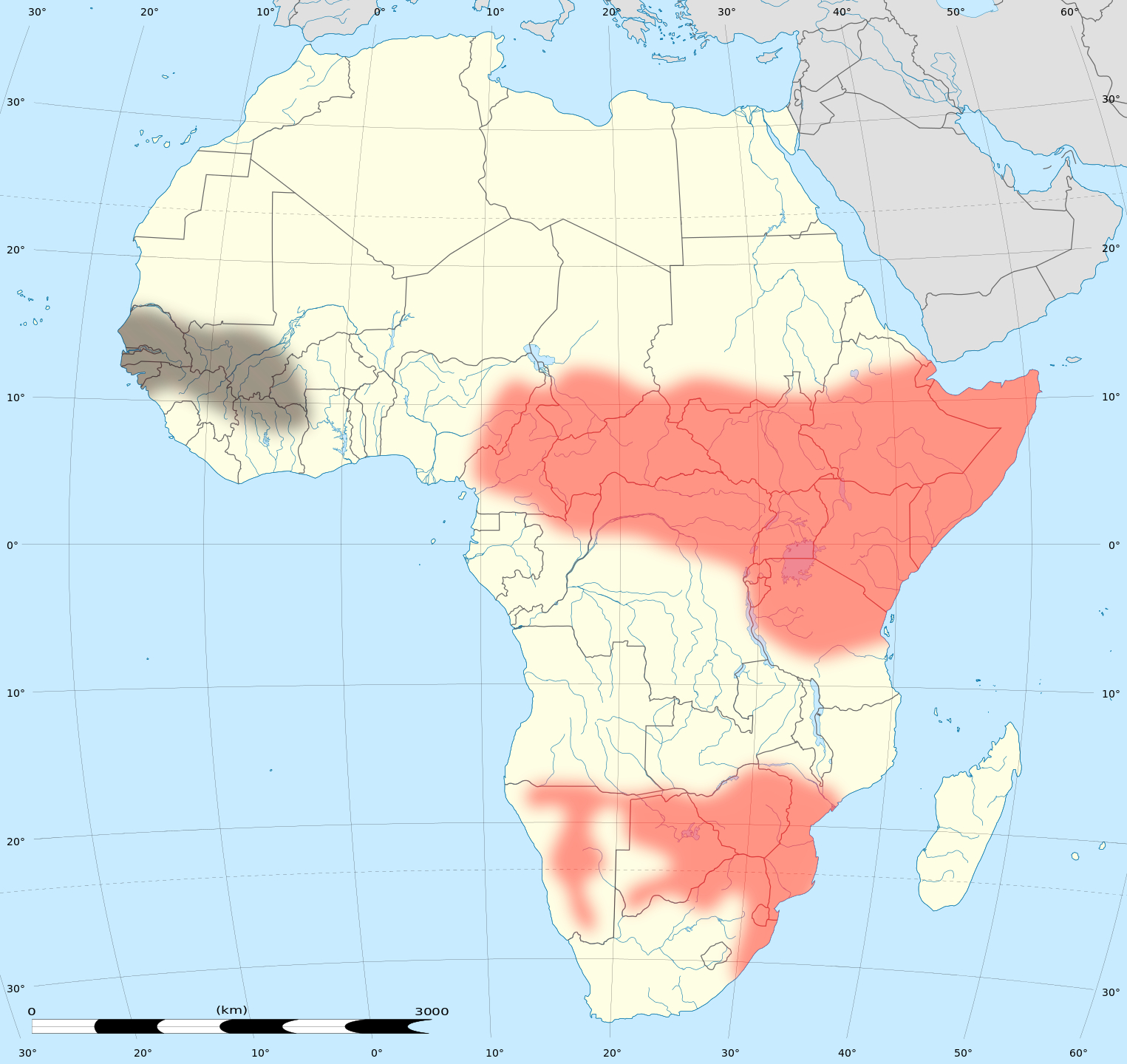
Verbreitung der Schwarzen Mamba

Als Lebensraum bevorzugt die Schlange bewaldete Savannengebiete, steinige Hügel sowie Wälder an Flussläufen. Als Verstecke nutzt sie Höhlungen unter Steinen, hohle Bäume und auch Termitenbauten, welche sie auch, da temperiert, zur Regulierung ihrer  Körperwärme nutzt. Dieses Verhalten wird als Kleptothermie bezeichnet. Im Regelfall lebt die Schwarze Mamba am Boden, sie kann jedoch auch klettern und sich in Bäumen fortbewegen.

## Lebensweise
Die Schwarze Mamba ist eine tagaktive Einzelgängerin, die vor allem wenige Stunden nach Sonnenaufgang bis etwa eine Stunde vor dem Sonnenuntergang aktiv ist. Die Kontakte mit anderen Schwarzen Mambas beschränken sich ausschließlich auf die Paarungszeit, und auch nach der Paarung gibt es keine Paarbildung. Zum Sonnenbaden suchen Mambas regelmäßig genutzte, sonnige Stellen auf. Die Geschwindigkeit, mit der sie sich fortbewegen, liegt bei bis zu 20 km/h, womit diese Art zu den schnellsten Schlangen gehört. Während der Fortbewegung berühren dabei immer nur etwa zwei Drittel des Körpers den Boden, das vordere Drittel ist angehoben.

### Ernährung

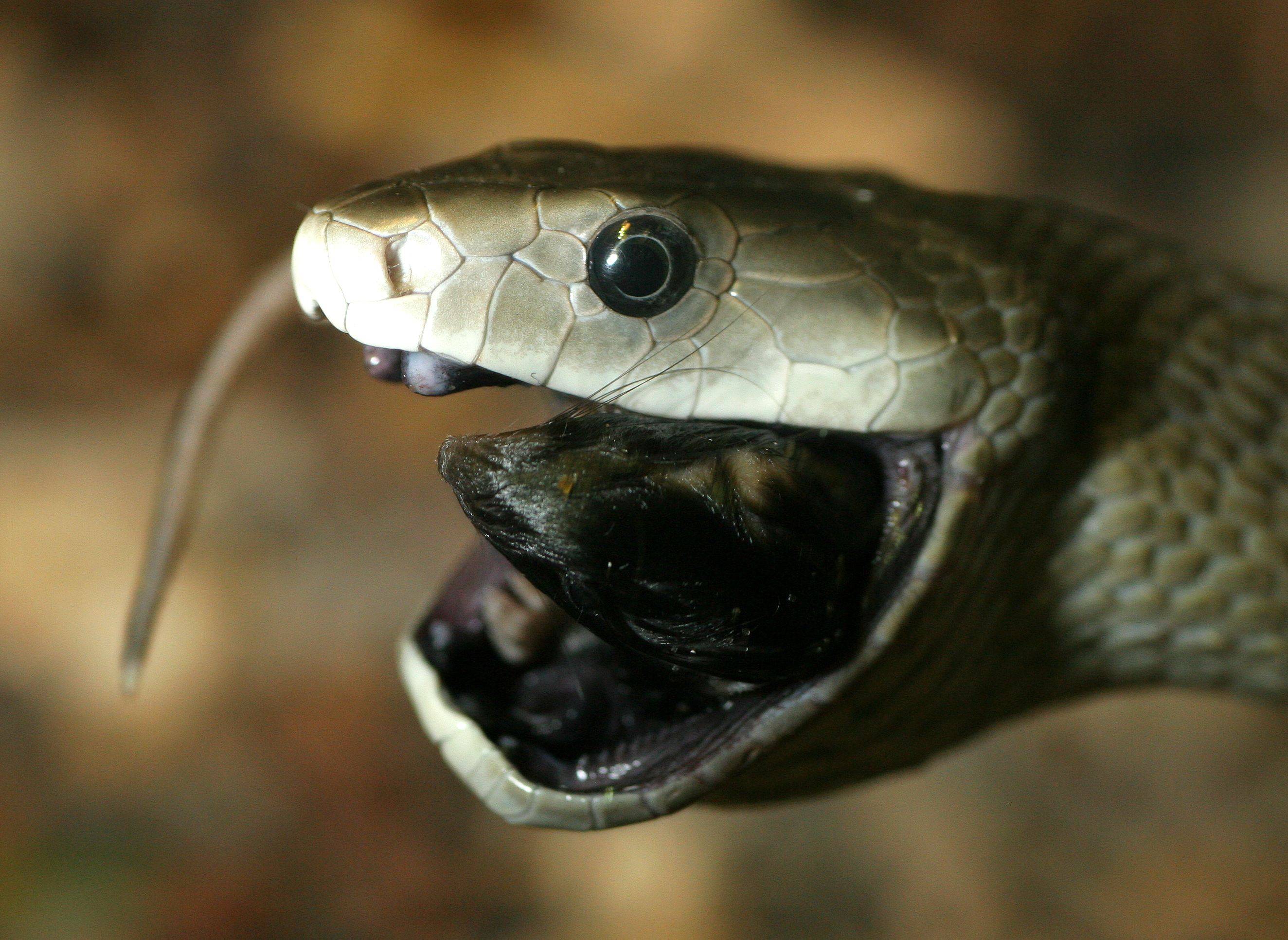
Eine Schwarze Mamba bei der Nahrungsaufnahme

Die Schwarze Mamba ernährt sich vor allem von kleinen Säugetieren wie Mäusen und Ratten, Hörnchen oder Schliefern, seltener jagt sie auch Vögel. Sie jagt, indem sie sich an die Beute anschleicht, dann kurz zubeißt und sich anschließend zurückzieht, bis das Neurotoxin die Beute lähmt. Vögel hält sie umklammert, bis das Gift seine Wirkung entfaltet. Der Tod tritt dann meist durch Atemlähmung ein. Die Beute wird vollständig geschluckt und innerhalb von acht bis zehn Stunden verdaut.

### Verteidigung
Über Fressfeinde der Schwarzen Mamba ist wenig bis gar nichts bekannt. Wie bei vielen Schlangen kommen als Prädatoren vor allem andere Schlangen, Krokodile, Warane, Mungos sowie Greifvögel in Frage.
Die Schwarze Mamba ist im Regelfall scheu und versteckt sich häufig; bei Störungen versucht sie sich zurückzuziehen. Ist ein Rückzug nicht möglich, wird sie aggressiv und setzt ihren Biss als Verteidigung ein. Beim Angriff hebt die Schlange ihren Vorderkörper, öffnet das Maul und zischt direkt vor dem Zustoßen. Dies erfolgt sehr schnell und häufig mehrfach hintereinander. Wenn der Störer sich bei der Drohgebärde langsam zurückzieht, versucht auch die Schlange zu fliehen.

### Fortpflanzung und Entwicklung
Über die Fortpflanzung und die Entwicklung der Schwarzen Mamba ist relativ wenig bekannt. Die Paarungszeit der Schwarzen Mamba liegt im Frühling. Dabei finden die Männchen die Weibchen über eine Duftspur und überprüfen sie, indem sie mit der Zunge (und damit ihrem Geruchsorgan) über den Körper des Weibchens fahren. Konkurrierende Männchen führen Rivalenkämpfe aus, indem sie ihre Körper umeinanderschlingen und dabei bis zu einem Meter vom Boden aufsteigen. Die lang anhaltende Kopulation erfolgt durch das Einführen der Hemipenis in die weibliche Kloake. Nach der Paarung trennen sich die Tiere wieder.
Die etwa 6 bis 17 Eier der oviparen Art werden nach etwa zwei bis drei Monaten in ein geeignetes Substrat abgelegt und sich selbst überlassen. Sie entwickeln sich über weitere zwei bis drei Monate nach der Ablage. Beim Schlüpfen öffnen die Jungschlangen die Eihülle mit Hilfe eines Eizahnes, die Tiere sind vollständig entwickelt und können selbst nach Nahrung suchen. Durch den aufgenommenen Dotter sind sie allerdings für eine Zeitlang mit Nahrung versorgt. Auch die Giftdrüsen und Giftzähne sind zum Zeitpunkt der Geburt voll entwickelt.
Über die Lebensdauer der Art in freier Wildbahn ist, wie bei den meisten Schlangen, nichts bekannt. Die längste Haltungsdauer einer Schwarzen Mamba beträgt etwa elf Jahre, man geht jedoch davon aus, dass sie auch älter werden können.

## Systematik
Neben der Schwarzen Mamba gibt es drei weitere Arten in der Gattung Dendroaspis:
- Grüne Mamba (Dendroaspis viridis)
- Gewöhnliche Mamba (Dendroaspis angusticeps)
- Jamesons Mamba (Dendroaspis jamesoni)

## Giftwirkung bei Menschen
Begegnungen zwischen der Schwarzen Mamba und dem Menschen sind relativ häufig, da sich die Schlange nicht selten in der Nähe menschlicher Ansiedlungen aufhält und der Ruheplatz häufig im Dachstuhl eines bewohnten Hauses oder in Nebengebäuden einer Farm gesucht wird. Obwohl die Schlange dem Menschen meistens aus dem Weg geht, gilt sie als deutlich aggressiver als viele andere Giftschlangen.
Das Gift der Schwarzen Mamba ist – ebenso wie das anderer Mambaarten – ein Neurotoxin und auch für den Menschen sehr gefährlich. Die Wirkung wird im Wesentlichen durch mehrere Peptide unterschiedlicher Länge hervorgerufen. Neben der neurotoxischen Wirkung führen zusätzlich Kardio- und Zytotoxine zu Schäden am Herzmuskelgewebe. Die nur im Gift der Mambaarten enthaltenen Dendrotoxine blockieren bestimmte Subtypen spannungsgesteuerter Kaliumkanäle, was u. a. eine Störung der elektrischen Reizausbreitung im Herzen zur Folge haben und mit Herzrhythmusstörungen einhergehen kann. Mit einem Biss kann sie bis zu 400 Milligramm Gift in die Wunde injizieren. Bereits eine Menge von 15 bis 20 Milligramm kann bei einem erwachsenen Menschen tödlich wirken und im Extremfall innerhalb von 20 Minuten zum Tod durch Atemstillstand führen.
Französische Pharmakologen berichteten im Oktober 2012 über zwei im Gift neu entdeckte Peptide, sogenannte Mambalgine, die im Tierversuch eine starke analgetische Wirkung zeigten, indem in der Nervenzelle die protonenabhängigen Kationenkanäle blockiert werden.